# Shunsuke Imamura
Shunsuke Imamura (今村 駿介, Imamura Shunsuke), né le 14 février 1998 à Ukiha, est un coureur cycliste japonais. Il participe à des compétitions sur piste et sur route. 
En 2015, il est champion du monde de course aux points chez les juniors. En 2023, il décroche la médaille bronze sur l'omnium des mondiaux de Glasgow.

## Biographie
Shunsuke Imamura est à Ukiha, dans la Préfecture de Fukuoka, à l'extrémité nord de l'île de Kyushu, l'île la plus méridionale du Japon. Son père, Yasunori Imamura est un ancien cycliste. Passionné de piano, Shunsuke Imamura pense en faire son métier, avant finalement de se diriger vers le cyclisme au lycée, avec une progression rapide qui l'amène jusqu'au titre de champion du monde de course aux points chez les juniors (moins de 19 ans) en 2015. Il devient ainsi le premier japonais titré sur une épreuve d'endurance aux mondiaux sur piste juniors. L'année suivante, il est champion d'Asie de course aux points juniors.
En 2017, il participe à ses premiers championnats du monde élites, où il se classe 19e de l'omnium et 25e de la poursuite. La même année, il remporte ses deux premiers titres de champion du Japon. En décembre, il termine deuxième de la poursuite par équipes à Santiago, l'une des manches de la Coupe du monde. Lors de la saison 2018, il rejoint l'équipe continentale japonaise Bridgestone et devient champion d'Asie de poursuite par équipes et décroche deux médailles de bronze aux Jeux asiatiques. L'année suivante, sur route, il est champion du Japon du contre-la-montre espoirs (moins de 23 ans)
En 2020, il est à nouveau champion d'Asie de poursuite par équipes et bat le record du Japon de l'heure avec une marque de 52,468 kilomètres,.
Lors de l'année 2022, il décroche trois titres de champion d'Asie, en poursuite par équipes, sur la course à l'américaine et l'omnium. Il termine également dans le top 10 de ces trois disciplines aux mondiaux de Saint-Quentin-en-Yvelines. Sur route, il gagne deux étapes du Tour de Hokkaido. En 2023, il décroche la médaille de bronze sur l'omnium des championnats du monde derrière Iúri Leitão et Benjamin Thomas. Aux championnats d'Asie, il est médaillé d'or sur l'américaine (avec Kazushige Kuboki) et médaillé d'argent du scratch. Lors des Jeux asiatiques de Hangzhou (prévus en 2022, mais déplacés en 2023), il décroche l'or sur la poursuite par équipes et la course à l'américaine. Lors de cette dernière, il court avec une fracture de la clavicule, après une chute dans les premiers tours qui nécessite une intervention chirurgicale après la course.

## Palmarès sur piste

### Jeux olympiques
- Paris 2024
  - 5e de la course à l'américaine
  - 10e de la poursuite par équipes

### Championnats du monde
- Hong Kong 2017
  - 19e de l'omnium
  - 25e de la poursuite
- Apeldoorn 2018
  - 9e de la poursuite par équipes[4]
- Pruszków 2019
  - 12e de la poursuite par équipes[5]
- Berlin 2020
  - 9e de la poursuite par équipes
- Roubaix 2021
  - 9e de la poursuite
- Saint-Quentin-en-Yvelines 2022
  - 6e de l'omnium
  - 7e de l'américaine
  - 9e de la poursuite par équipes
- Glasgow 2023
  -  Médaillé de bronze de l'omnium
  - 12e de l'américaine

### Championnats du monde juniors
- Astana 2015
  -  Champion du monde de course aux points juniors

### Coupe du monde
- 2017-2018
  - 2e de la poursuite par équipes à Santiago

### Coupe des nations
- 2021
  - 3e de la poursuite par équipes à Hong Kong
  - 3e de l'américaine à Hong Kong
- 2022
  - 2e de l'américaine à Glasgow
- 2024
  - 2e de l'élimination à Milton

### Jeux asiatiques
- Jakarta 2018
  -  Médaillé de bronze de la poursuite par équipes
  -  Médaillé de bronze de l'américaine
- Hangzhou 2022
  -  Médaillé d'or de la poursuite par équipes
  -  Médaillé d'or de la course à l'américaine

### Championnats d'Asie
- Izu 2016
  -  Champion d'Asie de course aux points juniors
- Nilai 2018
  -  Champion d'Asie de poursuite par équipes (avec Ryo Chikatani, Shogo Ichimaru et Keitaro Sawada)
- Jincheon 2020
  -  Champion d'Asie de poursuite par équipes (avec Kazushige Kuboki, Ryo Chikatani, Keitaro Sawada et Eiya Hashimoto)
- New Delhi 2022
  -  Champion d'Asie de poursuite par équipes (avec Shoi Matsuda, Kazushige Kuboki, Naoki Kojima et Eiya Hashimoto)
  -  Champion d'Asie de l'américaine (avec Kazushige Kuboki)
  -  Champion d'Asie de l'omnium
- Nilai 2023
  -  Champion d'Asie de l'américaine (avec Kazushige Kuboki)
  -  Médaillé d'argent du scratch
- New Delhi 2024
  -  Champion d'Asie de poursuite par équipes (avec Shoi Matsuda, Kazushige Kuboki, Naoki Kojima et Eiya Hashimoto)
  -  Champion d'Asie de l'élimination
  -  Champion d'Asie de l'américaine (avec Kazushige Kuboki)
  -  Médaillé d'argent du scratch

### Championnats nationaux
| - 2016 - Champion du Japon de course aux points - 2017 - Champion du Japon de poursuite par équipes - Champion du Japon de course aux points - 2018 - 2e du championnat du Japon de poursuite par équipes - 3e du championnat du Japon de course aux points - 2019 - Champion du Japon de poursuite par équipes - 2e du championnat du Japon de l'américaine - 2e du championnat du Japon de course aux points - 2021 - Champion du Japon de poursuite - Champion du Japon de poursuite par équipes - Champion du Japon du scratch - Champion du Japon de course aux points - Champion du Japon de l'américaine - Champion du Japon de course par élimination - 2e du championnat du Japon de l'omnium | - 2022 - Champion du Japon de poursuite par équipes - Champion du Japon de l'américaine - 2e du championnat du Japon de poursuite - 2e du championnat du Japon de course par élimination - 2e du championnat du Japon de l'omnium - 2e du championnat du Japon de course aux points - 3e du championnat du Japon du scratch - 2023 - Champion du Japon de poursuite par équipes - Champion du Japon de l'américaine - 3e du championnat du Japon du scratch |  |

## Palmarès sur route
- 2019
  -  Champion du Japon du contre-la-montre espoirs
- 2022
  - 1re et 3e étapes du Tour de Hokkaido
- 2025
  - 2e étape du Tour de Kumano

### Classements mondiaux
| Année                                 | 2019  | 2020 | 2021 | 2022  |
| ------------------------------------- | ----- | ---- | ---- | ----- |
| Classement mondial                    | 1140e | nc   | nc   | 1307e |
| UCI Asia Tour                         | 67e   | nc   | nc   | 97e   |
|                                       |       |      |      |       |
| Légende : nc = non classéSource : UCI |       |      |      |       |